# 特斯拉Model Y L
特斯拉Model Y L是特斯拉Model Y的长轴距、六座版本。该车型于2025年7月16日官宣发布，计划于2025年秋季在中国上市。

## 规格
根据中国工业和信息化部发布的公告，Model Y L的车身尺寸如下：
- 长度：4,976 毫米
- 宽度：1,920 毫米
- 高度：1,668 毫米
- 轴距：3,040 毫米

与标准五座版Model Y相比，Model Y L的车身长度增加了179毫米，高度增加44毫米，轴距增加150毫米。
Model Y L的整备质量为2,088千克，比Model Y双电机全轮驱动（AWD）版本重96千克。
该车型采用双电机布局，前轴电机功率为142千瓦，后轴为198千瓦，综合最大功率为340千瓦（456马力）。车辆为全轮驱动（AWD），搭载由LG新能源提供的三元NMC锂电池。

## 市场
Model Y L在发布初期仅面向中国市场。其竞争对手包括其他加长轴距的电动SUV，如比亚迪唐L、问界M9、理想i8和乐道L90。
2024年，Model Y是特斯拉在中国销量最高的车型，销量达480,309辆。然而，随着Model Y“Juniper”改款版的推出，2025年上半年销量同比下降了17.5%。

## 设计
Model Y L采用独特的“Model Y”尾标，字母“Y”经过风格化处理。车辆配备全景天窗，但无内置遮阳帘。官方预告图展示了更长的车身侧影及新增的第三排座椅布局。

## 生产与价格
截至2025年年中，特斯拉尚未确认Model Y L是否将在中国以外地区生产。业内分析人士预计，其起售价约为人民币30万元（约合41,800美元），部分估算可能高达人民币40万元（约合55,700美元）。